# 霹雳岛
霹雳岛位于马六甲海峡，是一座露出水面的花岗岩质小岛，也是马来西亚领土的最西端。
霹雳岛属于吉打州一部份，其周围的海域也是海洋保护区 。
2014年3月，MH370在此附近消失于马来西亚的雷达。